# Стеклянная
Стекля́нная — бухта в западной части Уссурийского залива Японского моря. Является частью Уссурийского залива.
Административно относится к Советскому району города Владивостока в Приморском крае России.
Является туристической достопримечательностью: пляж бухты образован окатанными волнами осколками стекла и фарфора.

## История возникновения
По словам доктора географических наук, профессора ДВФУ Петра Бровко: «Окатанные обломки стекла на пляже, по которым бухта получила своё название, образовались из-за бутылок, которые целиком или битые доставлялись волнами и течением в бухту с близлежащей свалки».
Битое стекло, осколки кафельной плитки и старой посуды происходят с городской свалки «Горностай». Также на свалку свозились отходы с фарфорового завода. Свалка просуществовала с 1967 года до 2012 года, когда во Владивостоке состоялась 24-я ежегодная встреча лидеров экономики АТЭС.
Фрагменты стекла сохраняются на пляжах рядом с бывшей свалкой из-за географических и метеорологических характеристик местности: благодаря преобладающим здесь юго-восточным ветрам всё приносимое морем выбрасывается на берег. От смывания местные пляжи сохраняются закрывающими их от восточных ветров мысами. Вся прибрежная полоса на ширину 5—10 метров покрыта разноцветной стеклянной «галькой» размером 2—5 см.

## Географические особенности
Бухта Стеклянная располагается среди гор, окружающих её с трех сторон. Слева находится скала, похожая на застывшую вулканическую породу, уходящую в море. С правой стороны бухту закрывает пологая скала. Пляж покрывает преимущественно тёмный песок, с приближением к воде он перемешивается с галькой и стеклом. У кромки воды берег покрыт отполированной стеклянной галькой.
По прогнозам учёных из ДВФУ, без постоянного возобновления «стеклянной гальки» пляж может исчезнуть в течение жизни одного поколения. Причиной исчезновения пляжа является расхищение китайскими туристами стекла и естественное истирание осколков.